# 模型驱动架构
模型驱动的架构是由OMG提出并资助的软件设计方法学。
模型驱动的架构的基本思想是系统的功能性是用合适的规约语言以平台无关的模型的方式定义的，然后为实际的实现翻译到一个或多个平台特定模型上。从平台无关模型到平台特定模型的转换通常是用自动工具完成的。